# Karmalukowe
Karmalukowe (ukr. Кармалюкове) – wieś na Ukrainie, w obwodzie winnickim, w rejonie żmeryńskim. W 2001 roku liczyła 800 mieszkańców.
Pierwsze wzmianki o miejscowości pochodzą z XVI wieku. Do 1955 roku wieś nosiła nazwę Hołowczynci (ukr. Головчинці).